# The Neverending Story (videogioco)
The Neverending Story è un videogioco di avventura testuale tratto dal film La storia infinita e pubblicato nel 1985 per Amstrad CPC, Apple II, Atari 8-bit, Commodore 64 e ZX Spectrum dalla Ocean Software o in America dalla Datasoft.
Nel 1990 uscì The Neverending Story II, tratto dal secondo film della saga, ma come gioco è completamente differente dal primo per genere e produzione e di solito non viene ritenuto un seguito.

## Trama
La storia parte dalle stesse premesse del film e del romanzo La storia infinita. Un ragazzino sta leggendo in un vecchio libro che la terra di Fantàsia è minacciata dal Nulla e dev'essere salvata. Il protagonista del gioco è Atreyu, un abitante di Fantàsia che deve esplorarla per trovare il suo salvatore. L'avventura inizia nella grande foresta, dove Atreyu viene informato della situazione dal gigante Mordiroccia, e nella foresta stessa potrà trovare l'Auryn e altri oggetti necessari tra cui il corno per richiamare Falkor. Nel frattempo il lupo Mork gli sta dando la caccia.

## Modalità di gioco
L'avventura è in inglese, scritto con caratteri in stile antico. Sono presenti illustrazioni statiche nella parte alta dello schermo, per circa un terzo dell'area totale. Sopra lo sfondo fisso di un paesaggio di Fantàsia si sovrappongono piccole finestre variabili: sulla sinistra compare un'immagine di personaggi, luoghi o eventi che rappresenta la situazione attuale, mentre sulla destra vengono visualizzate eventuali icone degli oggetti in possesso di Atreyu (ne può trasportare fino a 5 alla volta) e del personaggio che lo sta accompagnando (Falkor o Artax).
Il sistema di comando è piuttosto povero, con un vocabolario di circa 40 parole. In particolare, rispetto a gran parte delle avventure testuali, mancano un comando per descrivere l'inventario, che è rappresentato unicamente dalle immagini degli oggetti, e un comando "esamina" per chiedere dettagli su qualcosa; anche i personaggi sono descritti solo brevemente nel manuale cartaceo, mentre il gioco spesso si limita a dirne il nome. Sono supportate alcune abbreviazioni e il comando AND per effettuare più azioni.
Il tempo nel gioco scorre anche quando il giocatore è inattivo, a meno che si dia esplicitamente il comando di pausa. Se non si invia nulla per un po', periodicamente viene dato in automatico un comando wait di attesa. Se si perde troppo tempo è anche possibile che Atreyu muoia, sopraffatto dalla debolezza o assalito da Mork, terminando la partita.
L'avventura è suddivisa in tre parti distinte, da affrontare nell'ordine prestabilito e caricate una alla volta, per un totale di oltre 100 kB di programma e dati.
C'è la possibilità di salvare la partita, ma non in tutte le edizioni.